# Herát
Herát (persky شهر هرات‎, šahr-e Herát) je oázové město a třetí největší město Afghánistánu.  V roce 2020 mělo město odhadem 574 276 obyvatel a slouží jako hlavní město provincie Herát, která se nachází jižně od pohoří Paropamisus (Silsila-yi Safēd Kōh) v úrodném údolí řeky Hari v západní části země. Starověká civilizace na Hedvábné stezce mezi Blízkým východem, střední a jižní Asií slouží jako regionální centrum na západě země.
Herát sahá až do avestských dob a byl tradičně známý svým vínem. Město má řadu historických památek, včetně citadely Herat a komplexu Musalla. Během středověku se Herát stal jedním z důležitých měst Chorásán. Po dobytí Tamerlánem se město stalo důležitým centrem intelektuálního a uměleckého života v islámském světě.  Za vlády Šáha Rukha (1405–1445) sloužilo město jako ohnisko tímúrovské renesance, jejíž sláva se pravděpodobně shodovala s Florencií během italské renesance jako centrum kulturního znovuzrození. Po pádu Tímúrovské říše byl Herát od počátku 18. století ovládán různými afghánskými vládci.  V roce 1716 se Afghánci z paštunského kmene Durráníů obývající město vzbouřili a vytvořili svůj vlastní sultanát. V roce 1732 je dobyli Afšarídi. Po smrti Nádira Šáha a nástupu Ahmada Šáha Durráního k moci v roce 1747 se Herát stal součástí Afghánistánu.  V první polovině 19. století se stal nezávislým městským státem, čelil několika íránským invazím, dokud nebyl v roce 1863 začleněn do Afghánistánu.  Silnice z Herátu do Íránu a Turkmenistánu jsou stále strategicky důležité. Jako brána do Íránu vybírá pro Afghánistán velké množství celních příjmů.  Má také mezinárodní letiště. Po válce v roce 2001 bylo město relativně bezpečné před útoky povstalců Tálibánu.  V roce 2021 bylo oznámeno, že Herát bude zapsán na seznam světového dědictví UNESCO.
Dne 12. srpna 2021 bylo město obsazeno bojovníky Tálibánu v rámci letní ofenzívy Tálibánu.

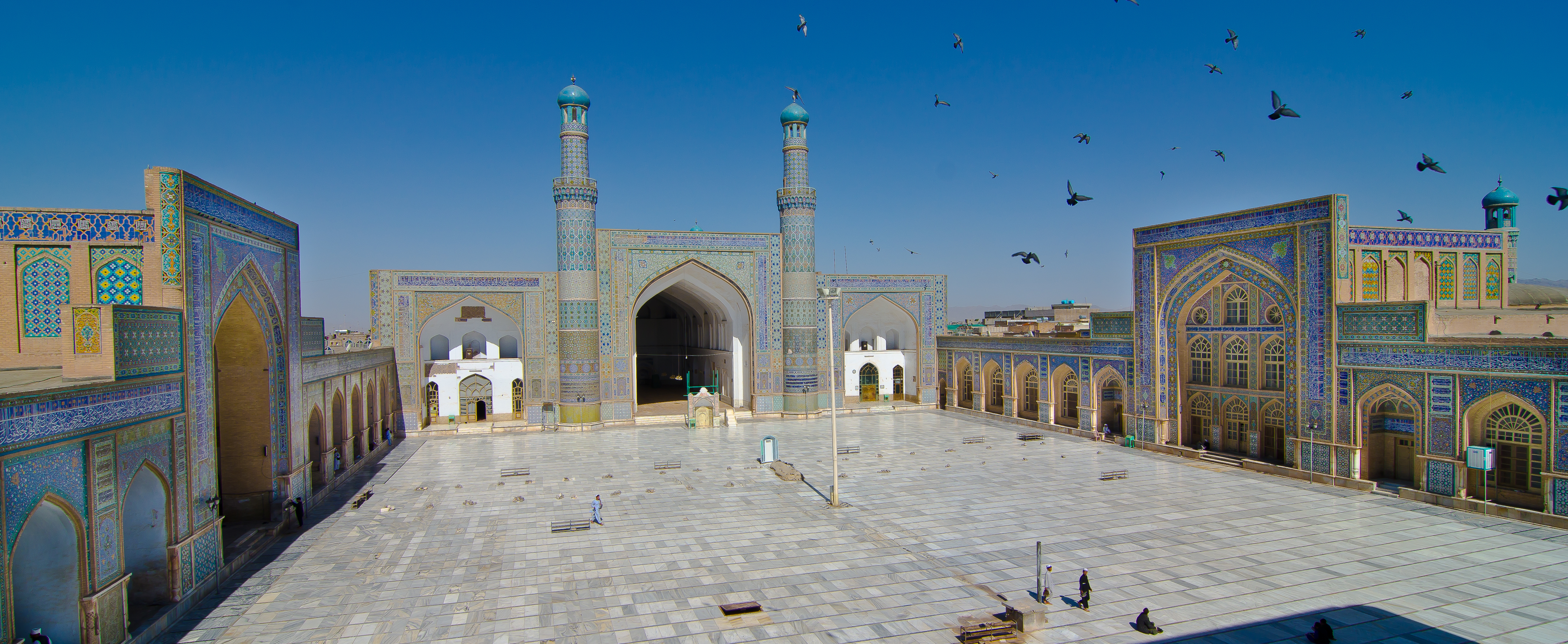
Páteční mešita v Herátu

## Významné památky
- Citadela
- Jama Masjid („Páteční mešita“)
- komplex Mussala
- hrobka Chódže Abduláha Ansárího

## Osobnosti spojené s Herátem
- Chódže Abduláh Ansárí (1006–1088) – perský súfí[1]
- Fattáhí (?–1448) – perský básník a kaligraf, zemřel v Herátu.
- Džámí (1414–1492) – perský filosof a básník, zemřel v Herátu.

Následuje časová osa historie města Herát v Afghánistánu.

## Časová osa

### Před 15. stoletím
- 500 př. n. l. – V Arii založeno perské město Artakaena (přibližné datum).[2]
- 330 př. n. l. – Artakaena dobyta Alexandrem III. Makedonským.[2]
- 167 př. n. l. – Město se stává součástí Parthské říše.
- 127 př. n. l. – Město se stává součástí Kušánské říše.
- 642 n. l. – Obléhání Herátu; Arabové u moci.
- 1042 – Město obléhá Seldžukem Tughrilem.[3]
- 1064 – Alp-Arslan u moci.[3]
- 1102 – Zemětřesení.[4]
- 1157 – Město bylo zničeno náporem Oghuzů, předchůdců moderních Turkomanů.
- 1163 – V Herátu vyrobeno Bobrinského vědro.[5]
- 1175 – Ghuridi u moci.[2]
- 1197 – Konflikt mezi kovářskými a mědikovářskými bazary.[3]
- 1201 – Začíná stavba nové Páteční mešity.[4]
- 1221 – Město vyplenili Mongolové.[6]
- 1244 – Šáms ál-Din Kurt u moci.[6]
- 1300 – Heratská citadela opevněna.
- 1364 – Zemětřesení.[4]
- 1380 – Město dobyto Tamerlánovými silami.[6]

### 15.–19. století
- 1405 – Hlavní město Tímúrovské dynastie přesídleno ze Samarkandu do Herátu.[5]
- 1410 – Bazary zrekonstruovány.[5]
- 1425 – Hrob Chwádžy Abdulláha Ansárihi postaven v Gazurgáhu (nedaleko města).[7]
- 1438 – Postaveno Gawaršádovo mauzoleum.[5]
- 1448 – Obléhání Herátu.
- 1460 – Postaven „Královský kanál“.[5]
- 1469 – Sultán Husajn Mirza Bajkarah u moci.[6]
- 1482 – Mimo město postavena Ichlasija (vzdělávací a charitativní komplex) (přibližné datum).[8]
- 1500 – Páteční mešita přestavěna.[4]
- 1507 – Uzbek Mohamed Šajbani u moci.[5]
- 1510 – Město dobyl Safíovec šáh Ismá‘íl; Šamluští Turkomanové u moci.[6]
- 1528 – Safíovec šáh Tahmásp u moci.[6]
- 1716 – Afghánské povstání Abdálíů.[6][8]
- 1729 – Nádir Šáh u moci.[6][8]
- 1732 – Afghánské povstání potlačeno.[6]
- 1750 – Město se stalo součástí Durránské říše.[9]
- 1801 – Město se osamostatnilo.
- 1807 – Město je obléháno Íránem
- 1818 – Město začleněno do Durránské říše.[10] Později téhož roku jsou Durráníové vyhnáni z většiny Afghánistánu, Herát se stává jejich poslední baštou.
- 1837 – Začíná obléhání Herátu perskými silami.[6][8]
- 1842 – Jár Mohamed Chán Alakozaj sesadil Kamrana Šáha a stal se novým vládcem.[8]
- 1851 – Sa'íd Mohamed Chán u moci.[8][9]
- 1852 – Město je krátce obsazeno Peršany.[9]
- 1855 – Mohamed Jusúf u moci.[8][9]
- 1856 – Začíná perské obléhání Herátu,[11] 25. října Peršané město dobyli.[9]
- 1857 – Perská kontrola nad městem končí na základě Pařížské smlouvy;[6] Sultán Jan ustanoven jako vládce Herátu.[8]
- 1862 – 27. července město obléháno Mohamedovci.
- 1863 – 26. května město dobyto silami Dósta Muhammada Chána,[12] Mohamed Jakub Chán u moci.[8][13]
- 1880 – Abd ál-Rahmán Chán u moci.[6]
- 1885 – Na příkaz Amíra byla zničena Mosalla.

### 20. století
- 1922 / 1301 SH – Solární kalendář Hegirae oficiálně přijat v Afghánistánu.
- 1925 – Založeno Herátské národní muzeum.
- 1947 – Vysílání Rádia Kábul začíná dosahovat Herátu (přibližné datum).[14]
- 60. léta – Postavena dálnice mezi Kandahárem a Herátem.[6]
- 1973 – Počet obyvatel: 108 750.[15]
- 1979 – Povstání, město bombardováno sovětskými silami.[16]
- 1988 – Počet obyvatel: 177 300 (odhad).[15]
- 1993 – Odstranění min.[16]

### 21. století
- 2010 – Počet obyvatel: 410 700.[17]
- 2016 – Počet obyvatel: 491 967.[18]